# 안델핑엔역
안델핑엔역(Andelfingen)은 스위스 취리히주와 안델핑엔 지자체에 있는 기차역이다. 라인팔선에 있으며 취리히 S-반 노선 S12, S24, S33이 운행된다.